# Tyler Smith (baloncestista de 2004)
Tyler Smith (Nueva Orleans, Luisiana, 1 de noviembre de 2004) es un baloncestista estadounidense que pertenece a la plantilla de los Milwaukee Bucks de la NBA. Con 2,06 metros de estatura, juega en la posición de ala-pívot.

## Trayectoria deportiva

### Primeros años
Smith nació en Nueva Orleans, Luisiana y se mudó con su familia a Houston, Texas, después de ser desplazados por el huracán Katrina en 2005. Allí asistió al George Bush High School.
Fue considerado uno de los jugadores de instituto mejores de la clase de 2023, apareciendo en séptima posición en las listas de la ESPN, 15.º en 247sports y 18.º en Rivals, antes de dejar la secundaria para unirse a la Overtime Elite, rechazando becas de universidades como Kansas, Baylor, Texas, Florida State, Oklahoma, Memphis y LSU, entre otras.

### Profesional
En la Overtime Elite, una liga profesional para jugadores entre 16 y 20 años con base en Atlanta, jugó dos temporadas, siendo incluido en la segunda de ellas en el segundo mejor quinteto de la competición, tras promediar 15,7 puntos, 8 rebotes, 1,9 robos de balón y 1,3 tapones por partido.
El 30 de junio de 2023 firmó con el NBA G League Ignite de la G League. Allí jugó una temporada en la que promedió 13,4 puntos, 5,1 rebotes y 1,0 tapones por partido.
El 27 de junio de 2024 fue seleccionado en la trigésimo tercera posición del Draft de la NBA de 2024 por los Milwaukee Bucks, con los que firmó contrato el 5 de julio.

## Estadísticas de su carrera en la NBA

### Temporada regular
| Año     | Equipo    | PJ | PT | MPP | %TC  | %3P  | %TL  | RPP | APP | ROB | TPP | PPP |
| ------- | --------- | -- | -- | --- | ---- | ---- | ---- | --- | --- | --- | --- | --- |
| 2024-25 | Milwaukee | 23 | 0  | 5.3 | .480 | .433 | .750 | 1.1 | .2  | .1  | .2  | 2.9 |
| Total   | Total     | 23 | 0  | 5.3 | .480 | .433 | .750 | 1.1 | .2  | .1  | .2  | 2.9 |